# Maksim Matlakov
Maksim Sergueïevitch Matlakov (en russe : Максим Сергеевич Матлаков), né le 5 mars 1991, est un grand maître russe du jeu d'échecs, champion de Saint-Pétersbourg en 2009.
Au 1er juillet 2017, il est le 26e joueur mondial et le 7e joueur russe, avec un classement Elo de 2 730 points.

## Biographie et carrière

### Compétitions de jeunes
À six ans il fut admis dans le club d'échecs dans la ville de Pouchkine. Son premier entraîneur était Sergueï Roumiantsev. Après avoir terminé ses études dans l'école, il entra à l'Université d'État d'économie et de finances de Saint-Pétersbourg.
Il devient champion de Russie des moins de 12 ans, puis des moins de 14, 16, 18 et 20 ans. Il termina troisième aux Championnats du monde des moins de 12 ans en 2003 et des moins de 14 ans en 2005. Quatre ans plus tard, en 2009, Matlakov remporte la victoire dans le Championnat du monde des moins de 18 ans à Kemer.

### Champion de Saint-Pétersbourg
En 2009, Matlakov gagne le Championnat de Saint-Pétersbourg, le Mémorial Aïvars Gipslis à Riga et le Mémorial Miguel Najdorf B à Varsovie. Il obtient le titre de grand maître en 2010.
Dans les compétitions par équipes de clubs, Matlakov représentait Reverte Albox en Espagne et Sollentuna SK en Suède.

### Champion d'Europe
En 2017 Matlakov remporte le championnat d'Europe d'échecs individuel au départage devant Baadur Jobava et Vladimir Fedoseev, eux aussi premiers ex aequo.

### Coupes du monde
| Année | Lieu            | Résultat                            | Ultime adversaire     | Adversaires battus                    |
| ----- | --------------- | ----------------------------------- | --------------------- | ------------------------------------- |
| 2013  | Tromsø          | deuxième tour                       | Shakhriyar Mamedyarov | Jan Smeets                            |
| 2015  | Bakou           | premier tour                        | Gadir Gousseinov      |                                       |
| 2017  | Tbilissi        | troisième tour                      | Levon Aronian         | Julio Sadorra, Dmitri Andreïkine      |
| 2019  | Khanty-Mansiïsk | troisième tour                      | Levon Aronian         | Nodirbek Abdusattorov, Boris Guelfand |
| 2021  | Sotchi          | troisième tour (exempt au 1er tour) | Radosław Wojtaszek    | Hjörvar Steinn Grétarsson             |